# Zandén
Zandén är namnet på flera svenska släkter. I detta uppslagsverk finns medlemmar av en värmländsk och två västgötska släkter med detta namn.

## Zandén från Värmland
Denna släkt har rötter i Töcksmarks socken i Värmland. Fanjunkaren Olof Zandéns son Jean Rudolf Zandén kom att genom två äktenskap få barn med 35 år i åldersskillnad, vilka bildar olika grenar. Ett flertal av släktmedlemmarna i äldre tid har varit stationsinspektorer, medan senare generationer framförallt har märkts inom svenskt kulturliv. Nämnas kan skådespelarna Philip och Jessica Zandén.

### Stamtavla över kända ättlingar
- Olof Zandén (1828–1871), fanjunkare[1][2]
  - Jean Rudolf Zandén (1859–1949), stationsinspektor[1][3][4][5][2]
    - Olof Zandén (1881–1953), stationsinspektor[2]
      - Kerstin Zandén (1909–1996), gift med Håkan Swedenborg, direktör[6]

    - Nils Gustav Jean Zandén (1883–1945), stationsinspektor[7]
      - Greta Zandén (1918–2016), gift Henriksson[2]
        - Ove Henriksson (född 1947)[8]
          - Maria Zandén (född 1974)[9]
            - Oliver Zandén (född 2001), fotbollsspelare

    - Bo Zandén (1913–1993), generalkonsul
      - Margareta Zandén (född 1949), jurist[10]

    - Arne Zandén (1915–1974), disponent[11]
      - Olle Zandén (född 1956), musiklärare, docent vid Göteborgs universitet[12]
        - David Zandén (född 1988), musiker och låtskrivare

    - Rolf Zandén (1916–2007), redaktör, gift med Joy Zandén, textilkonstnär (dotter till Gösta Nystroem och Gladys Heyman)
      - Philip Zandén (född 1954), skådespelare, har varit gift med Susanne Bier, regissör
      - Jessica Zandén (född 1957), skådespelare

## Zandén från Västergötland I
Släkten Zandén från Västergötland har under 1800-talet levt i Toarps socken och i Borås.

### Stamtavla över kända ättlingar
- Martin Johansson Sandén (1863–1938), maskinmontör
  - Helge Zandén (1886–1972), konstnär[13]
    - Stig Zandén (1927–2017), köpman, naprapat

## Zandén från Västergötland II
Denna släkt släkt levde också i Västergötland på 1800-talet. Skräddaren Anders Gustav Sandén bosatte sig 1875 i Stutagården i Högstena socken i sedermera Falköpings kommun. Hans son som också blev skräddare är farfar till konstnären och poeten Rolf Zandén. 

### Stamtavla över kända ättlingar
- Anders Gustav Sandén (1845–1928), skräddare[14]
  - Karl Oskar Zandén (1873–1942), skräddare[15]
    - Gustav Zandén (1912–1991), bankkamrer[8]
      - Rolf Zandén (född 1945), konstnär, poet